# Mercury Marquis
Mercury Marquis — автомобиль, выпускавшийся с 1967 по 1986 годы компанией Mercury. Он выпускался в качестве аналога полноразмерных автомобилей Ford (его прямым эквивалентом являлся Ford LTD); с 1983 года стал считаться автомобилем среднего размера. После 1983 года, максимальная комплектация, Mercury Grand Marquis, продолжил выпускаться в качестве полноразмерной линии автомобилей Mercury. Автомобиль модели Mercury Marquis выпускался в кузовах: двухдверное купе, четырёхдверный седан и пятидверный универсал.
С переходом на производство переднеприводных автомобилей компанией Ford, было принято решение о прекращении выпуска модели после 1986 года; на смену пришёл автомобиль Mercury Sable, двойник Ford Taurus.
Слово «marquis» является французским написанием слова «маркиз», западно-европейского дворянского титула.

## 1967—1968

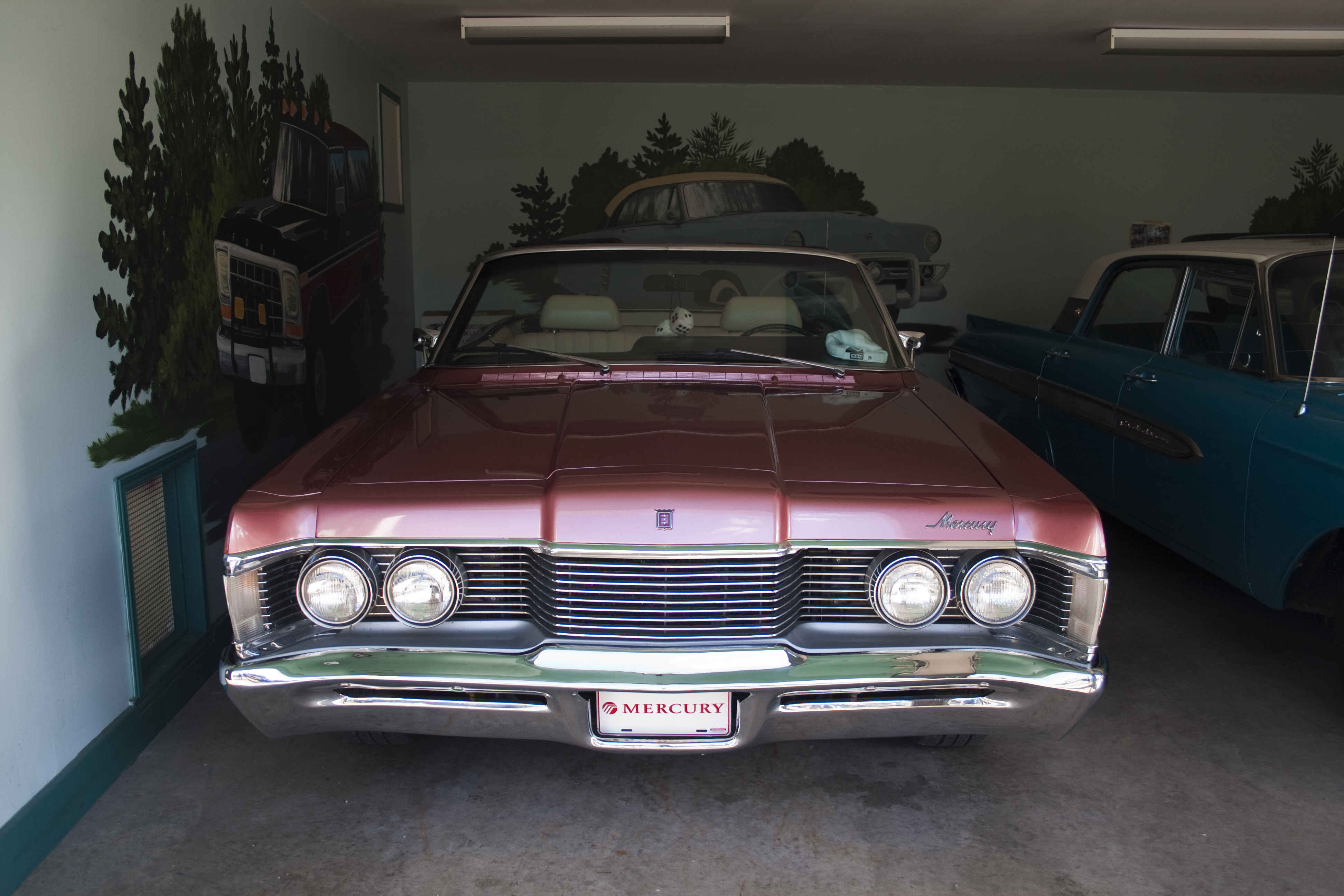
Mercury Marquis, 1967

Marquis появился в 1967 году и выпускался в качестве полноразмерного 6-местного автомобиля с приводом на заднюю ось. Он занял место между Mercury Monterey и Mercury Montclair, расположившись Mercury Park Lane. Marquis стал аналогом Ford LTD, появившимся в 1965 году, автомобили отличались своими комплектациями. Также, в отличие от Ford, в 1967—1968 годы выпускался в двухдверном кузове хардтоп. Модель Park Lane выпускалась в кузове кабриолет, Marauder — фастбэк. Park Lane Broughams — четырёхдверный седан.
Marquis получил в стандарте 330-сильный (246 кВт) двигатель V8 объёмом 410 кубических дюймов, фактически являвшийся блоком FE 390 с поршнями от 390 и коленвалом от 428 двигателя, и увеличенным объёмом от 390 до 410. В 1968 году 410 был заменен на 315-сильный (235 кВт) блок 390 с двумя карбюраторами. Опционально для обоих годов также был доступен 345-сильный (257 кВт) двигатель «Super Marauder» объёмом 428 кубических дюймов и с четырьмя карбюраторами.